# 900. pehotni polk (Wehrmacht)
Za druge 900. polke glejte 900. polk.
900. pehotni polk (izvirno nemško Infanterie-Regiment 900; tudi 900. pehotni polk (mot), Infanterie-Regiment 900 (mot)) je bil eden izmed pehotnih polkov v sestavi redne nemške kopenske vojske med drugo svetovno vojno.

## Zgodovina
Polk je bil ustanovljen zgodaj 1940 iz šolskih enot. Spomladi 1941 je bil polk razpuščen.
17. junija 1941 so polk ponovno ustanovili za potrebe 900. šolske brigade. 5. novembra 1941 je bil štab razpuščen, oba bataljona pa sta bila neposredno podrejena brigadi.
28. maja 1942 sta bila oba polka ponovno razpuščena.